# Pino Manos
Pino Manos (Sassari, 10 marzo 1930 – Milano, 23 luglio 2020) è stato un pittore, scultore e architetto italiano, esponente del movimento spazialista.

## Biografia
Nel 1951 si trasferisce da Sassari a Milano dove studia all’Accademia Cimabue e all’Accademia di Brera. Inizia anche l’iter di studi alla facoltà di Architettura.
A causa del fascismo e della Seconda Guerra Mondiale, i giovani artisti italiani avevano vissuto un pesante isolamento culturale dal contesto internazionale. "Per me in particolare, venendo dalla Sardegna, terra genuina e ancestrale, nasceva la necessità di un rinnovamento totale."
Il periodo del secondo dopoguerra è connotato da un’intensa attività di comunicazione, incontri, scambi, collaborazioni, esposizioni collettive di artisti che vogliono "decidere e sviluppare un nuovo modo di intendere la vita e i pensieri creativi... Milano diventa un crogiolo d'idee."
Manos abita a Milano fino al 1956 e stabilisce legami di amicizia con Enrico Castellani e Vincenzo Agnetti (suoi compagni di studi), Roberto Crippa, Gianni Dova, Marino Marini, Agostino Bonalumi, Bruno Munari. Particolarmente importante l’amicizia che lo lega a Lucio Fontana.
Manos fa sue le idee del movimento spazialista e — con un lavoro durato molti anni — troverà un modo molto personale per ampliarle.
A partire dagli anni Cinquanta, le opere di Manos sono caratterizzate da una molteplicità di forme espressive diverse (dalla pittura, alla scultura, al disegno) in una continua sperimentazione di materiali e scelte cromatiche.
Nel 1956 per un anno vive ed opera a Roma dove frequenta Alberto Burri. "Insieme a Lucio Fontana, Enrico Castellani, Vincenzo Agnetti, Bruno Munari, Marino Marini, Agostino Bonalumi e poi a Roma Umberto Burri ed altri abbiamo sviluppato quello che oggi viene riconosciuto come Movimento d’Arte Moderna Italiana."
Dal 1957 Manos si stabilisce a Firenze, espone alla galleria "Numero" di Fiamma Vigo dove incontra l’artista Pietro Gentili con cui instaurerà una profonda e duratura amicizia.
A Firenze Manos si laurea in architettura e dall’architettura deriva "una visione molto ampia non solo dell’arte ma del rapporto sociale e umano che coinvolge la totalità della vita."
"Quattro idee determinanti mi guidano nella concezione del lavoro: lo spazio, il tempo, la vita e il flusso cosmico."
Dal 1961 le opere di Manos sono collocate stabilmente nella collezione di Nelson Rockefeller a New York.
Nel 1962 Manos allestisce mostre personali in Europa e America (galleria Duncan di Parigi, New Vision Centre di Londra, Museu de arte Brasilera di San Paolo del Brasile, Armony Gallery di New York). Rimarchevole è la mostra collettiva "Manifesto Europe 1962" presso il New Vision Centre Gallery di Londra: un’unione europea tra gli artisti che anticipava l’idea dell’Unione Europea.
Viaggia in India, Egitto, Israele, Turchia, Iran, Perù, Messico, Stati Uniti "per acquisire un modo d’essere diverso."
Manos incontra mistici e maestri spirituali di fedi e culture diverse e giunge alla necessità di sviluppare l’immanenza, sceglie la via della ricerca interiore basata sulle tecniche della meditazione e delle pratiche contemplative.
Nel 1968 si trasferisce definitivamente da Firenze a Milano.
Nel 1969 prende la singolare decisione di ritirarsi da ogni tipo di attività espositiva. "Nasce così in me dopo una vita intensa di lavoro, di esposizioni in varie parti del mondo la necessità di un silenzio interiore." Le quotazioni di Manos negli anni sessanta sono piuttosto elevate, la decisione di questo ritiro appare difficilmente comprensibile ai suoi contemporanei.
A Milano dal 1972 al 1977 Manos ospita nel suo appartamento il mistico indiano Baba Bedi XVI — il fondatore della Filosofia acquariana — e alcuni componenti indiani della sua famiglia. L’abitazione di Manos diventa un centro di attività spirituali in cui giorno e notte transitano persone desiderose di trovare un senso alla propria esistenza. Baba Bedi XVI aiuta Manos a sciogliere gli enigmi della reincarnazione e a mettersi in contatto con energie interiori inesplorate. "Un giorno Baba mi parlò di una mia incarnazione come ballerino di arte sacra. Dopo qualche giorno sentii la danza esplodermi dentro. Era nata la "Danza Interiore".
"Danzavo, danzavo per ore, a occhi chiusi, sentendo il movimento e il ritmo dentro e fuori di me con l’ausilio di musiche orientali e indiane in particolare". Poi la danza diventò un mezzo di espressione anche nel disegno, nella pittura, nella scultura e nell’architettura."
Manos, mantenendosi aderente alle sue scelte di vita, ritiene di essere giunto a una "presa di coscienza di valori totalmente nuovi". Sposta il centro dell’attività dall’atelier alla strada e all’umanità: nel 1980 fonda a Milano l’associazione "Il Creativo" con cui si propone di liberare attraverso la creatività le energie e le potenzialità inespresse e latenti in ogni individuo. Anche in contesti di tossicodipendenza o di disabilità Manos propone percorsi di consapevolezza utilizzando varie tecniche di espressione.
Negli anni novanta Manos prepara il suo ritorno alle esposizioni: nei quasi trenta anni di ritiro la sua creatività ha spaziato in assoluta libertà esplorando soglie interiori e contatti spirituali. La sua casa-studio di via Legnano è diventata un luogo mistico-artistico, Manos vi ha introdotto un apparente caos di opere, di materiali e di oggetti evocativi: a ogni singolo "reperto" è assegnato un posto, un significato e un compito in modo che questa architettura dell’esteriore rifletta profondamente l’architettura dello "Spazio interiore". Nel 1995 Italo Bertolasi dedica alla casa di Manos il film "Pino Manos la casa, le opere la vita".
Nel 2001 Manos si sposa con Paola Porta, architetto e arte-terapeuta, la quale nel corso degli anni ha prodotto una completa documentazione dell’opera di Manos e ne cura l’eredità.
Nel 2002 Manos presenta il "Manifesto dell’Arte della Luce": una articolata esposizione del punto di svolta a cui è giunto il suo percorso artistico.
"L’intelletto è stato un mezzo, l’intelletto è un limite."
La frequentazione con i mistici, la disciplina interiore coltivata per anni, l’essersi impegnato nell’arte-terapia ha portato Manos a una concezione sostanzialmente spirituale dell’esistenza come essere umano: "L’uomo sta lasciando la sua coscienza di materia e si sta avventurando nella dimensione dell’anima. L’anima ha la capacità di stabilire rapporti con il proprio vero essere spirituale che è assoluto. Assoluto che dà all’uomo la capacità di unificazione con ogni suo simile che non soltanto l’altro uomo, ma l’energia, la materia, l’essenza." Di conseguenza Manos giunge anche a una ridefinizione globale del ruolo dell’artista: "L’artista illuminato è il luogo dove la luce torna a se stessa."
Nel 2008 la città di Sassari dedica a Manos una vasta retrospettiva: "Geocroma — arte della luce". Il legame tra l’artista e le sue radici è sempre rimasto saldo: l’ambiente in cui Manos è nato e cresciuto ha continuato ad essere per lui un riferimento e una fonte di insegnamenti. "Aldilà della catalogazione formale delle singole opere, ciò che comunica l’arte di Pino Manos è dunque la visione di un cosmo che trasuda colore, forme, luce, vita. Una vita che è presente anche nella materia più grezza e in apparenza inanimata come la sabbia, il cemento, la pietra, che l’artista utilizza per dare forma e sostanza al suo mondo interiore."
Nel 2010 Manos raccoglie le idee della sua lunga esperienza in un testo intitolato "Manifesto della Sincronicità", in esso descrive la sua personale forma di ascensione: la Sincronicità "consente alla coscienza di misurarsi con l’insieme di cui fa parte dando il suo contributo all’azione unica che è la vita."
"Noi artisti della luce interiore siamo in grado di intendere il nuovo piano di sviluppo e l’accresciuta sensibilità che i mezzi di elevata spiritualità e l’astrattismo in particolare sono in grado di esporre." Quindi entrare "a far parte di un ordinamento superiore su cui si basa la galassia e che offre l’adeguata stabilità all’evoluzione cosmica in generale."
"Dopo la stesura del "manifesto dell’arte della luce" (2002-2003), il contributo teorico di Manos intorno alle ragioni filosofiche del fare è affidato al "manifesto della sincronicità" (2010), proseguimento naturale dell’idea di risveglio creativo che l’artista coltiva per dare luminosità corporea alla pura essenza delle forme. Al centro di questa riflessione sta il progetto di vita oltre i paradigmi della storia, unione tra soggetto e sfera collettiva, tra tempo presente e spazio eterno, sintesi tra sé e il mondo assoluto, dimensione totale dove l’atto creativo illumina il cammino dell’uomo in cerca di risonanze con l’assoluto."
La testimonianza del pensiero della Sincronicità coincide con un periodo fecondissimo di opere, progetti, esposizioni e conferenze.
"La conoscenza c’è già ed è in ogni essere perché innata, la vita stessa non è mai scissa da nessuna cosa anche se pensa di provenire da un punto iniziale."
In una espressione più radicale dello Spazialismo, nel 2010 si costituisce il movimento del "Rigorismo": ne fanno parte Giuseppe Amadio, Paolo Bazzocchi, Cesare Berlingeri, Agostino Bonalumi, Enrico Castellani, Alberto Loro, Pino Manos, Umberto Mariani, Vanna Nicolotti, Pino Pinelli, Paolo Scheggi, Turi Simeti, e il filosofo Massimo Donà.
Nel 2012 partecipa all’opera collettiva "Archetipi": un libro d’arista realizzato con la grafica digitale firmato da Leo Nilde Carabba, Sergio Dangelo, Rebecca Foster, Haukur Halldórsson, Ho Kan, Giovanni Leombianchi, Marco Magrini, Pino Manos, Vanna Nicolotti, Roberta Rocca, Silvia Venuti e per la poesia Arturo Schwarz.
Le opere "Sincroniche" di Manos suscitano l’interesse degli addetti ai lavori a livello internazionale. Nel 2015 Manos viene invitato alla Unix Gallery di New York che organizza la personale "Synchronicity".
Dal 2016 inizia una fruttuosa collaborazione in esclusiva con Opera Gallery: Manos espone in varie collettive che la galleria allestisce nelle sue sedi internazionali. Nel 2017 nella sede di Parigi viene organizzata la personale "Synchronicitè" abbinata ad un ampio catalogo.
"Il colore è fondamentale in quanto Luce, con le tecniche di meditazione sono arrivato alla conoscenza che ogni raggio cromatico non solo possiede una sua lunghezza d’onda ma una sua direzione nello spazio ben precisa. Pertanto prima di iniziare un lavoro procedo alla purificazione e alla rigenerazione del materiale che devo usare, contemplo il colore che devo usare sino ad immergermi totalmente in esso. Nasce così, attraverso la visualizzazione creativa, il progetto da eseguire."
Nel 2019 presso l’Ambasciata Italiana a Londra, Opera Gallery organizza "Spaziale! Italian Spatialism and its legacy" mostra collettiva che ospita gli autori che aderiscono al movimento Spazialista: Agostino Bonalumi, Enrico Castellani, Lucio Fontana, Marcello Lo Giudice, Pino Manos, Umberto Mariani, Fabrizio Plessi e Turi Simeti. In questa occasione Opera Gallery presenta la monografia "Pino Manos" curata da Sergio Risaliti direttore del Museo del Novecento di Firenze.
Pino Manos continua la sua attività fino a pochi mesi dalla morte, spira il 23 luglio 2020 a 90 anni nella sua casa a Milano.

## Opere
Nelle opere di Manos sono presenti queste caratteristiche peculiari:
- il suo lavoro si colloca tra pittura e scultura. "La sua tecnica nuova tende ad una eccitante scoperta: il confine tra pittura e scultura, problema vivo nel pensiero dei pittori d’avanguardia";
- Manos è stato il primo ad utilizzare la tecnica dei nastri di tessuto estroflessi che ha sviluppato dalla fine degli anni sessanta in poi;
- si possono individuare gruppi di opere con una collocazione cronologica ben definita:
- "cromoplastiche"
- "opere estroflesse"
- "cromanastri"
- "strutture"
- "nodi"
- "coni"
- "opere sincroniche"

Di queste, si riassumono le più importanti:

### Cromoplastiche
Nei primi anni sessanta, Manos crea le "cromoplastiche" sperimentando con reti metalliche, sabbie, piombo, cemento: materiali diversi interagiscono con la luce, il colore, i rapporti plastici e spaziali.
"La rete metallica, ad esempio, con la trasparenza connaturata alla sua natura, non è soltanto involucro, ma genera e suggerisce, come tutti i vuoti, un legame tra spazio interno ed esterno; l’inserimento di superfici più o meno speculari (genera ndr) una continuità ambientale; la presenza di corpi che chiamo "intensità statica" (vedi metallo, sabbia e cemento) confermano la natura del nostro pianeta."
"Il valore cromatico che sta alla base delle numerose e significanti prove di Manos nel campo del disegno e della pittura... si accentua nelle sculture (appunto picto-plastiche) dove anche le ombre, creando rapporti variabili secondo la luce, risolvono in senso luministico la misteriosa sintesi spazio-temporale." Manos prosegue con le ricerche materiche esponendo in Italia e all’estero: nel 1966 allestisce le ultime mostre personali prima del lungo ritiro dalle attività espositive.

### Opere estroflesse
Dalla fine degli anni sessanta in poi, l'artista realizza queste opere con la tecnica dei nastri di tessuto estroflessi. “La particolare tecnica creativa da me utilizzata con il monocromo e l’estroflessione di nastri fa sì che si sviluppi un rapporto fra luce ed ombra dove lo stesso colore vibra a lunghezze d’onda diverse coinvolgendo lo spettatore nella dinamica dell’opera stessa che muta con l’angolo di osservazione e con l’atteggiamento mentale e interiore dello spettatore stesso.”

### Cromanastri, strutture, nodi, coni
Dal 1969 al 1994 lavora esclusivamente nel suo atelier. In questi anni nascono opere che riflettono il tentativo di connettere se stesso al cosmo: da ciò la necessità di inserire nell’opera d’arte ulteriori "dimensioni". Manos scrive: "Stiamo passando dalla terza dimensione alla quarta e alla quinta dove l’espressione della vita diventa Totalità ed Unità e alla sesta come plausibile."
Il 1994 segna il ritorno di Manos all’attività espositiva. Utilizza materiali diversi per creare le "strutture", i "nodi", i "coni" e i "cromanastri", opere su cui lavorerà anche negli anni seguenti.

### Opere sincroniche
La lunga ricerca, iniziata da Manos negli anni sessanta, sui nastri e sulle "opere estroflesse" viene innestata sulla poetica della "sincronicità". Da questa nuova visione nel 2010 nascono le "opere sincroniche" che costituiscono l’estremo contributo di Manos allo Spazialismo.
"Una mia opera d’arte viene eseguita attraverso un progetto preliminare (la mia dimensione di architetto) dove studio linee di forza, ritmi, alternanze di chiaroscuri nella natura di monocromi. È fondamentale per me la scelta del colore come vibrazione e stimoli di stati d’animo. Durante il lavoro che deve essere molto preciso e accurato resto in uno stato meditativo, per dare al colore stesso potenza e risonanza cosmica. Il movimento e la dinamica avvengono attraverso le estroflessioni dei nastri dove il colore e la luce determinano una sinfonia cromatica. La sincronicità è determinante per dare all’opera una sua unità che non è soltanto armonia ma diventa equilibrio, forza e unità. L’opera terminata deve emanare uno stato di pace profonda che si concede poco alla volta in una profondità di stati d’animo."